# Hans-Gerd Fröhlich
Hans-Gerd Fröhlich (* 20. Mai 1914 in Hathenow; † 14. September 1995 in Alt Tucheband) war ein deutscher Vertriebenenpolitiker (WAV, BHE).

## Leben und Beruf
Von 1933 bis 1945 war Fröhlich in der Reichswehr, dann in der Wehrmacht, zuletzt als Major. Gegen Ende des Krieges geriet er in Kriegsgefangenschaft. Danach war er zunächst Landarbeiter und arbeitete später als Krankenversicherungsangestellter. 

## Politik
Aufgrund eines Wahlbündnisses des Neubürgerbundes von Günter Goetzendorff, dessen Kreisvorsitzender und Landesvorstandsmitglied er war, mit der WAV von Alfred Loritz gelangte Fröhlich bei der ersten Wahl zum Deutschen Bundestag in das Parlament. Er trennte sich allerdings bald vom stark rechtslastigen Goetzendorff und beteiligte sich mit anderen Vertriebenen-Abgeordneten (Hans Tichi und Stephan Weickert, beide ebenfalls über das Wahlbündnis mit der WAV gewählt; Franz Ott, für die Notgemeinschaft Württemberg-Baden; Hans Friedrich, ehemals FDP) am BHE von Waldemar Kraft und Theodor Oberländer. Am 13. Oktober 1950 bildete er mit Friedrich, Ott, Tichi und Weickert die BHE/DG-Gruppe im Bundestag, die nach Weickerts Tod am 21. März 1952 mangels Masse wieder aufgelöst wurde.
Im BHE war Fröhlich von 1952 bis 1954 Generalsekretär und ein enger Vertrauter des Bundesvorsitzenden Kraft.
Bei der Bundestagswahl 1953 kandidierte Fröhlich im Bundestagswahlkreis Pfarrkirchen und auf Platz 12 der bayerischen Landesliste des GB/BHE, wurde aber nicht wieder in den Bundestag gewählt. Danach trat er politisch nicht mehr in Erscheinung.